# Santaizi Shuiku
Santaizi Shuiku (kinesiska: 三台子水库) är en reservoar i Kina. Den ligger i provinsen Liaoning, i den nordöstra delen av landet, omkring 94 kilometer norr om provinshuvudstaden Shenyang. Santaizi Shuiku ligger 82 meter över havet. Arean är 15,1 kvadratkilometer. Trakten runt Santaizi Shuiku består till största delen av jordbruksmark. Den sträcker sig 4,1 kilometer i nord-sydlig riktning, och 6,7 kilometer i öst-västlig riktning.
Genomsnittlig årsnederbörd är 980 millimeter. Den regnigaste månaden är juli, med i genomsnitt 191 mm nederbörd, och den torraste är januari, med 8 mm nederbörd.